# 零八憲章
零八憲章（れいはちけんしょう、拼音: Língbā Xiànzhāng、08憲章）は、2008年12月9日に中華人民共和国の作家劉暁波ら303名が連名でインターネット上で発表した、中国の政治・社会体制について、中国共産党の一党独裁の終結、三権分立、民主化推進、人権状況の改善などを求めた宣言文である。

## 概要
中華人民共和国では憲法により言論・報道・集会・デモなどの自由が定められているが、同時に中国共産党を「中華人民共和国を指導する政党」として指定し、他の政党は衛星政党であり、事実上の一党独裁制が行われている。このため最高の国家権力機関と定められている全国人民代表大会を含め、立法・行政・司法・軍事などの全部門で、指導政党である中国共産党の指名や意向によった代表者が選出されて、中国共産党による全権力の掌握が行われている。また、党の方針に合わない思想や意見に対しては、法によらない逮捕・拘束・強制労働・監視・検閲などを含めた言論統制、人権の侵害が続いている。
このような状況下で、中国の立憲100周年、「世界人権宣言」発表60周年、「民主の壁」誕生30周年、中国政府の「市民的及び政治的権利に関する国際規約」締結10周年に当たる2008年の12月10日付で、中華人民共和国の作家劉暁波ら303名の有識者が実名により連名で、政治体制の民主化や国民の人権保護などの状況改善を訴える意見をインターネット上で公開したのが「零八憲章」である。実際の発表日は記念日前日の12月9日である。
インターネット上で公開されたサイトは当局によって即座に閉鎖されたが、コピーが転載され続け、12月23日には署名者は6191人、最終的には1万名余りに達した。
「零八憲章」は劉暁波が他の人権活動家などとともに1年がかりで起草して発表したものだが、劉暁波らは発表前日の12月8日に拘束された。

## 内容
零八憲章は「前言」、「我々の基本理念」、「我々の基本主張」、「結び」の4部分と、一次集約段階で303名の実名による署名からなる。
「前言」では、その時点での中国を「党の天下」と表現し、「党が政治、経済、社会の資源を独占し、大躍進や文化大革命、第二次天安門事件を生みだし、国民と国家が極めて大きな代価を払った」と批判し、その上で、以下の「我々の基本理念」と「我々の基本主張」を挙げている。

### 基本理念
- 自由 - 言論、出版、信仰、集会、結社、移動、ストライキやデモ示威等の権利
- 人権 - 人は国家の主体であり、国家は人民に服務し、政府は人民のために存在する
- 平等 - 公民は、社会的地位、職業、性別、経済的状況、種族、皮膚の色、宗教や政治思想にかかわらず、その人格、尊厳、自由はみな平等である
- 共和 - 「皆による自治と平和な共生」、分権制と利益バランスを求める
- 民主 - 主権は国民と国民が選んだ政府にある
- 憲政 - 法治によって政府権力を制限し行為の境界を主張する

### 主張
基本理念に基づいて19の主張をする。
1. 憲法改正
2. 三権分立
3. 立法と民主化 - 直接選挙による
4. 司法の独立
5. 公器公用 - 人民解放軍を共産党の軍隊から国軍にする、公務員の体制改革
6. 人権保障
7. 公職選挙
8. 都市と地方の平等
9. 結社の自由
10. 集会の自由
11. 言論の自由
12. 宗教の自由
13. 公民教育
14. 財産保護
15. 税制改革
16. 社会保障
17. 環境保護
18. 連邦共和制度 - 香港、マカオの自由保護
19. 正義 - 名誉回復など

## 署名者

### 署名した著名人
- 鮑彤
- 戴晴（中国語版）
- 丁子霖（中国語版）
- 劉軍寧（中国語版）
- 劉暁波
- 茅于軾（中国語版）
- 浦志強
- 冉雲飛（中国語版）

### 後に賛同した著名人
- 方励之
- 哈金
- 賀衛方
- 蘇暁康
- 余英時
- 王丹

### 内訳
職業別に見ると、人権・民主活動家等78名、学者60名、作家・詩人37名、法律家34名、マスコミ関係者・フリーライター25名、芸術家・農民などその他69名となっている。これらの人達は著名な民主派知識人ともいわれる。
地域別に見ると、香港、マカオを含まない中国大陸部に限られ、北京市80名、湖北省38名、上海市30名、広東省25名、浙江省24名、貴州省20名、山東省10名、その他76名となっているなど、地域的な人口分布に比例せず、偏りがある。

## 影響
公表と同時に、賛同者の署名を募っており、共感した人がブログに転載するなど、内容が世界的に知られつつある。しかし、中国国内では政府側の指示で閲覧をできないようにするネット検閲が続いている。
起草者の劉暁波ら数名が発表前日の12月8日に拘束されたと伝えられた。そのために、当局によるもみ消しを避けるために発表予定日の前日9日に公表されたと思われる。
2009年12月25日、劉暁波は北京の第1中級人民法院で国家政権転覆扇動罪により懲役11年の判決を言い渡されたが、服役中の2010年10月にノーベル平和賞を受賞した。